# Selva María
Selva María é uma telenovela venezuelana produzida e exibida pela RCTV em 1987.
Original de Delia Fiallo, a trama é um remake da novela Mariana de la noche, produzida em 1976. 
Foi protagonizada por Mariela Alcalá e Franklin Virgüez e antagonizada por Guillermo Ferrán e Hilda Abrahamz. 

## Sinopse
Selva María Altamira, filha de um empresário de mineração chamado Fernando Altamira. Como uma criança, Selva Maria deixou sua aldeia para estudar em um colégio de freiras na cidade de Caracas . Durante os anos de estudo, ele nunca teve contato com o pai, mas com sua tia paterna, Adelaide, que era para visitar com alguma frequência.
Quando ele terminou seus estudos, Selva Maria retorna ao seu lar feliz, porque você vai ver todo o seu povo, mas não Selva Maria não sabem que Fernando Altamira não é seu verdadeiro pai e é um homem mau que fará tudo em seu poder de modo que nenhum homem se aproxima dela.
No entanto, Selva Maria encontra Rodrigo, um jornalista e bonito que se apaixonam, apesar da oposição de Fernando. Embora a relação dos dois é também oposta Carla, que se torna cúmplice e mão direita de Fernando.
Selva María e Rodrigo terá que lutar duro para seu amor para estar juntos e ser feliz

## Elenco
- Mariela Alcalá .... Selva María Altamirano
- Franklin Vírgüez .... Rodrigo Reyes-Navas / Cheo Reyna
- Tomás Henríquez .... Cuaima
- Hilda Abrahamz .... Karla Altamirano
- América Barrios .... Mirita
- Dalila Colombo .... Evelyn
- Guillermo Ferrán .... Fernando Altamirano
- Roberto Moll .... Dr. Andrés Ávila
- Ignacio Navarro .... Klauss
- Carlos Villamizar .... Joaquín Mijares
- Dilia Waikarán .... Gioconda
- Arístides Aguiar .... Ing. Germán Figueroa
- Jaime Araque
- Gisvel Ascanio
- Gledys Ibarra .... Lirio
- Abby Raymond .... Magui Altamirano
- Nancy Soto
- Evelyn Berroterán
- Pedro Durán
- Antonio Machuca .... Bienmesabe
- Pablo Gil
- Johan Andrade
- Crisol Carabal
- Carlos Flores
- Ricardo Gruber
- Rómulo Herrada
- José Rafael Giménez
- Trino Jiménez
- Julio Mujica .... Sargento
- Ana Berta López... "Loly"
- Oswaldo Paiva
- Blanca Pereira
- María Alexandra Salamánquez
- Helianta Cruz .... Adelaida Altamirano
- Karl Hoffman

## Versões
- Mariana de la noche (1976) - telenovela venezuelana produzida pela Venevisión em 1976 e protagonizada por Lupita Ferrer e José Bardina.

- Mariana de la noche - telenovela mexicana feita pela Televisa em 2003, produzida por Salvador Mejía e protagonizada por Alejandra Barros e Jorge Salinas[1].